# 理查德·A·波斯纳
理查德·艾倫·波斯纳（Richard Allen Posner，1939年1月11日—），美国联邦第七巡回上诉法院法官、前首席法官，芝加哥大学法学院高级讲师（Senior Lecturer in Law），法律经济学的创始人之一，被广泛誉为历史上最具影响力的法学家之一。根据《法学研究期刊》，波斯纳是历史上文章被引用量最高的法学学者。

## 人物生平

### 早年生活
理查德·艾倫·波斯纳（Richard Allen Posner）1939年1月11日出生於美国紐約的一个猶太家庭。1959年，他从耶鲁大学畢業、主修英文文学，并获得最優等荣誉毕业生（Summa cum laude）称号。1962年，他从哈佛大学法学院以第一名（Valedictorian）身份毕业、获得法学士学位（LLB），在哈佛上学期间任《哈佛法律評論》主編。
1962-1963年，第14任美国首席大法官厄尔·沃伦主政美国最高法院期间（沃伦法院），波斯纳曾担任自由派大法官小威廉·布伦南的法律助手。 1963-1968年间，他先后担任美国华盛顿不同政府官员的助手，包括后来的最高法院大法官瑟古德·马歇尔（时任美国司法部官员）。

### 学术生涯
1968年，前往史丹佛大学，担任法学院副教授。
1969年起，波斯纳一直任教于芝加哥大学法学院，成为法律经济学运动的创始人之一。

### 法官生涯
1981年，美国总统罗纳德·里根任命波斯纳为美国联邦第七巡回上诉法院法官。1993-2000年间，任该巡回法院的首席法官。
2017年9月1日，波斯納宣佈從第七巡回区退休，次日生效。

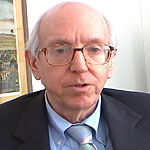
理查德·A·波斯纳

## 人物著作
波斯纳的著作很多，是历史上文章被引用量最高的法学学者，包括：
- 《法理学问题》
- 《超越法律》
- 《法律和道德理论的疑问》
- 《司法经济学》
- 《性与理性》
- 《法律的经济学分析》
- 《法官如何思考》 （页面存档备份，存于）
- 《资本主义的失败：〇八危机与经济萧条的降临》 （页面存档备份，存于）
- 《论剽窃》 （页面存档备份，存于）
- 《并非自杀契约：国家紧急状态时期的宪法》 （页面存档备份，存于）

## 外部連結
- 與Gary Becker合著的部落格 （页面存档备份，存于）
- 理查德·波斯纳及其中文版文集 （页面存档备份，存于）